# خط متزاو

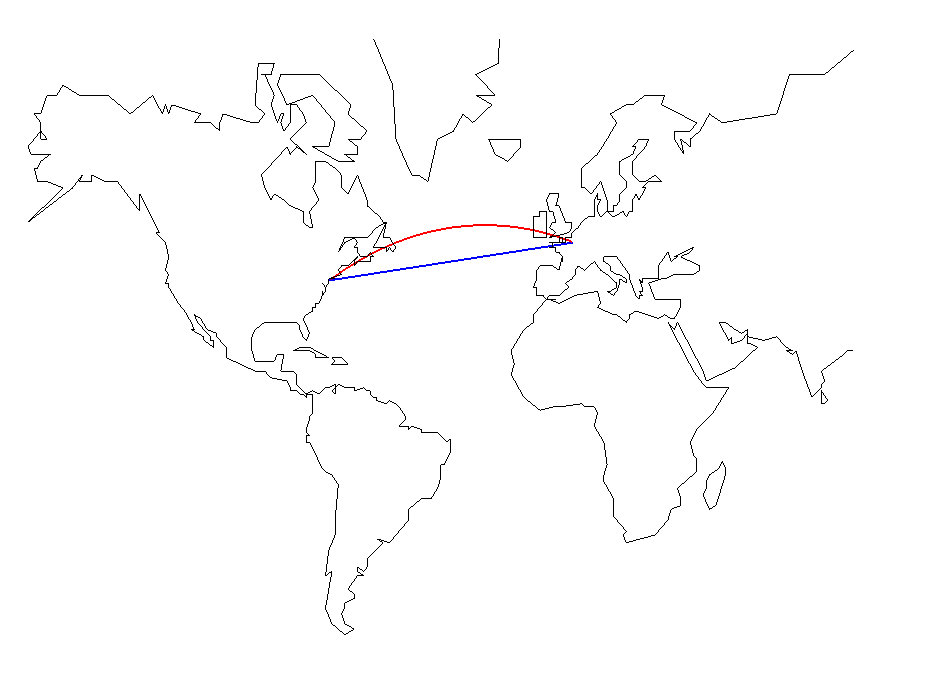
مقارنة بين خط متزاوٍ (بالأزرق) وخط متقاصر (بالأحمر) بين باريس ونيويورك، على خريطة إسقاط مركاتور

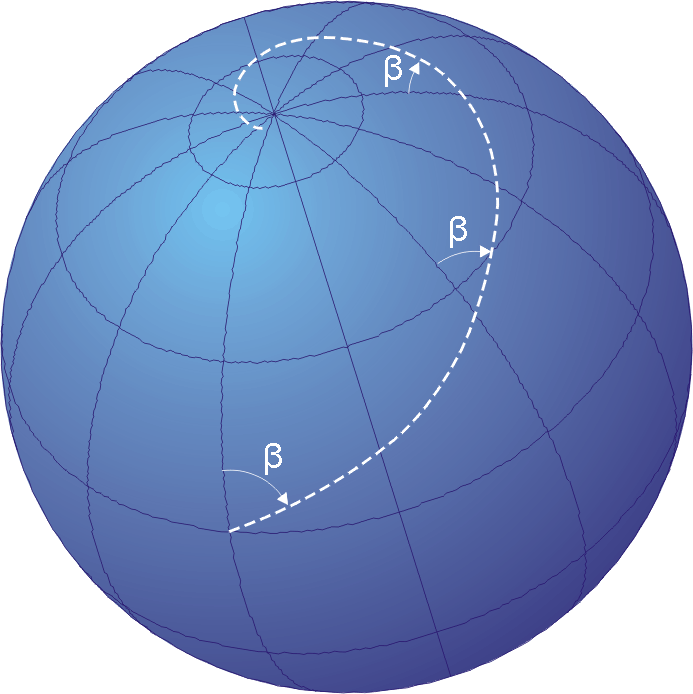
صورة لخط متزاوٍ، يتصاعد نحو القطب الشمالي حلزونيًا

في الملاحة، الخَط المُتَزَاوِي أو خط الاتجاه الثابت (بالإنجليزية: Rhumb line أو Loxodrome)‏ عبارة عن منحنى يقطع جميع خطوط الطول في نفس الزاوية، أي مسار ذو اتجاه زاوي ثابت تم قياسه بالنسبة إلى الشمال الحقيقي.
يتم تمثيل خط الاتجاه الثابت على مخطط بحري أو مخطط الطيران في إسقاط مركاتور بخط مستقيم، ولكنه لا يمثل أقصر مسافة بين نقطتين. في الواقع، يسمى أقصر طريق «قوس الدائرة العظمى» أو «كما يطير الغراب»، وهو قوس لدائرة عظمى من الكرة.

## أنظر أيضا
- مسافة دائرة عظمى
- كما يطير الغراب